# Yerin Ha
En aquest nom coreà, el cognom és Ha.
Yerin Ha (coreà: 하예린)  (Sydney, 26 de juny de 1995) és una actriu australiana d'ascendència sud-coreana. És coneguda per haver participat en la sèrie Halo de Paramount+ i la minisèrie Bad Behaviour de Stan. El 2021, va ser destacada com a artista emergent per l'entitat Casting Guild of Australia.

## Vida primerenca i formació
Va néixer a Sydney, filla de pares coreans. De fet, la seva àvia també actua i els seus pares es van conèixer en una escola de teatre. Als 15 anys, seguint la tradició familiar, Ha va decidir dedicar-se a la interpretació a Corea del Sud, així que va presentar-se a un càsting per a entrar a l'Institut d'Arts Kaywon de Seül. Finalment, va reeixir en la prova, va ser-hi admesa i s'hi va formar durant tres anys.
Es va graduar amb el títol de Bachelor of Fine Arts en interpretació. Tot seguit, el 2018 es va especialitzar en Teatre Musical de l'Institut Nacional d'Art Dramàtic (NIDA) de Sydney.

## Carrera
El 2019, va interpretar Maurice de l'obra El senyor de les mosques a la producció de la Companyia de Teatre de Sydney al Teatre Roslyn Packer, acompanyada per Mia Wasikowska i Eliza Scanlen en l'elenc. A més, va debutar en televisió amb un paper recurrent en la sèrie francesa-estatunidenca Reef Break.

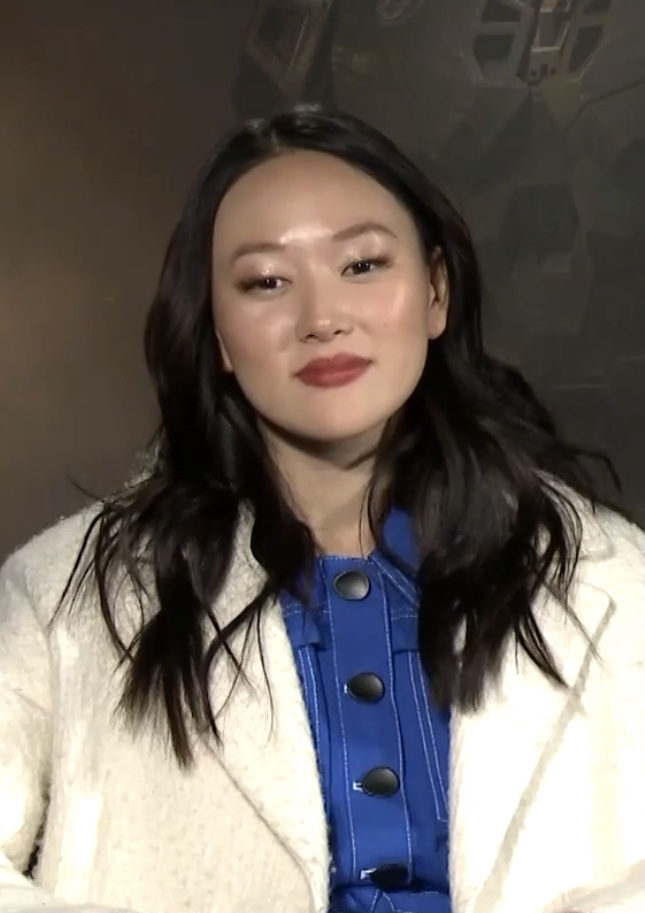
Yerin Ha el 2022.

Aquell mateix any, es va anunciar que havia estat seleccionada per a l'adaptació televisiva del videojoc Halo, produïda per Steven Spielberg, en la qual interpretaria un nou personatge anomenat Kwan Ha. La sèrie es va estrenar a Paramount+ el 2022. A continuació, va ser inclosa en el repartiment principal de la sèrie de televisió d'ABC TV Troppo com a Ah Rah i es va estrenar en cinema amb el llargmetratge Sissy, que va projectar per primera vegada en l'edició del 2022 del festival South by Southwest (SXSW). Més tard, va protagonitzar la sèrie de Stan Bad Behaviour, una adaptació en quatre parts de la novel·la homònima del 2015 escrita per Rebecca Starford.

## Filmografia
| Any       | Títol         | Personatge   | Notes                       |
| --------- | ------------- | ------------ | --------------------------- |
| 2019      | Reef Break    | Tècnica Jane | Rol recurrent; 6 episodis   |
| 2022-2024 | Halo          | Kwan Ha      | Paper principal             |
| 2022      | Troppo        | Ah Rah       | Paper principal; 7 episodis |
| 2022      | Sissy         | Tracey       |                             |
| 2023      | Bad Behaviour | Alice        | Paper principal             |

## Teatre
| Any  | Títol                    | Personatge | Notes                         |
| ---- | ------------------------ | ---------- | ----------------------------- |
| 2019 | El senyor de les mosques | Maurice    | Teatre Roslyn Packer (Sydney) |